# Cephalaria scoparia
Cephalaria scoparia là một loài thực vật có hoa trong họ Kim ngân. Loài này được Contandr. & Quézel mô tả khoa học đầu tiên năm 1976.